# 316 a. C.
El año 316 a. C. fue un año del calendario romano prejuliano. En el Imperio romano se conocía como el Año del Consulado de Rutilo y Lenas (o menos frecuentemente, año 438 Ab urbe condita).

## Acontecimientos
- Roma reanuda las hostilidades con los samnitas, en el marco de la segunda guerra samnita.
- Fundación de Nicea.

## Fallecimientos
- Alejandro IV, heredero de Alejandro Magno es asesinado por Casandro de Macedonia
- Eumenes de Cardia, general y erudito griego (n. 362 a. C.)
- Casandro asesina a Roxana esposa de Alejandro Magno.